# Selo Sveti Marko
Sveti Marko is een plaats in de gemeente Perušić in de Kroatische provincie Lika-Senj. De plaats telt 64 inwoners (2001).